# Phlugiolopsis yunnanensis
Phlugiolopsis yunnanensis är en insektsart som beskrevs av Shi, F-m. och X. Ou 2005. Phlugiolopsis yunnanensis ingår i släktet Phlugiolopsis och familjen vårtbitare. Inga underarter finns listade i Catalogue of Life.